# 喬治·華盛頓紀念大橋
喬治·華盛頓紀念大橋（英語：George Washington Memorial Bridge），別稱極光大橋（英語：Aurora Bridge），是一座连接美国华盛顿州西雅圖安妮女王區和費利蒙區的桁架拱橋。聯合湖西端的99號華盛頓州州道（極光大道北）从该桥跨越聯合湖。乔治·华盛顿纪念大桥位於費利蒙河岸以東，而費利蒙大橋則是直接跨越費利蒙河岸。
乔治·华盛顿纪念大桥總長898（2,946英尺），總寬21（69英尺），橋下淨空51（167英尺）高，並由華盛頓州交通部擁有及經營。大桥於1932年2月22日通車，並在1982年被國家史蹟名錄收錄。乔治·华盛顿纪念大桥是一个受欢迎的自殺熱點，而大桥也成为了很多報告的研究对象，該等报告的研究範圍由從預防自殺至悲劇受害者接受院前護理的影響。
在1998年，一名巴士司机在駕駛巴士過橋時被开枪打死，導致他駕駛的巴士撞車，一名乘客因此死亡。在2015年，一輛两栖鴨子之旅旅游巴士在大橋上撞向一輛公共汽車，並導致5人死亡、50人受傷；事故同時涉及两辆小型车辆。

## 设计

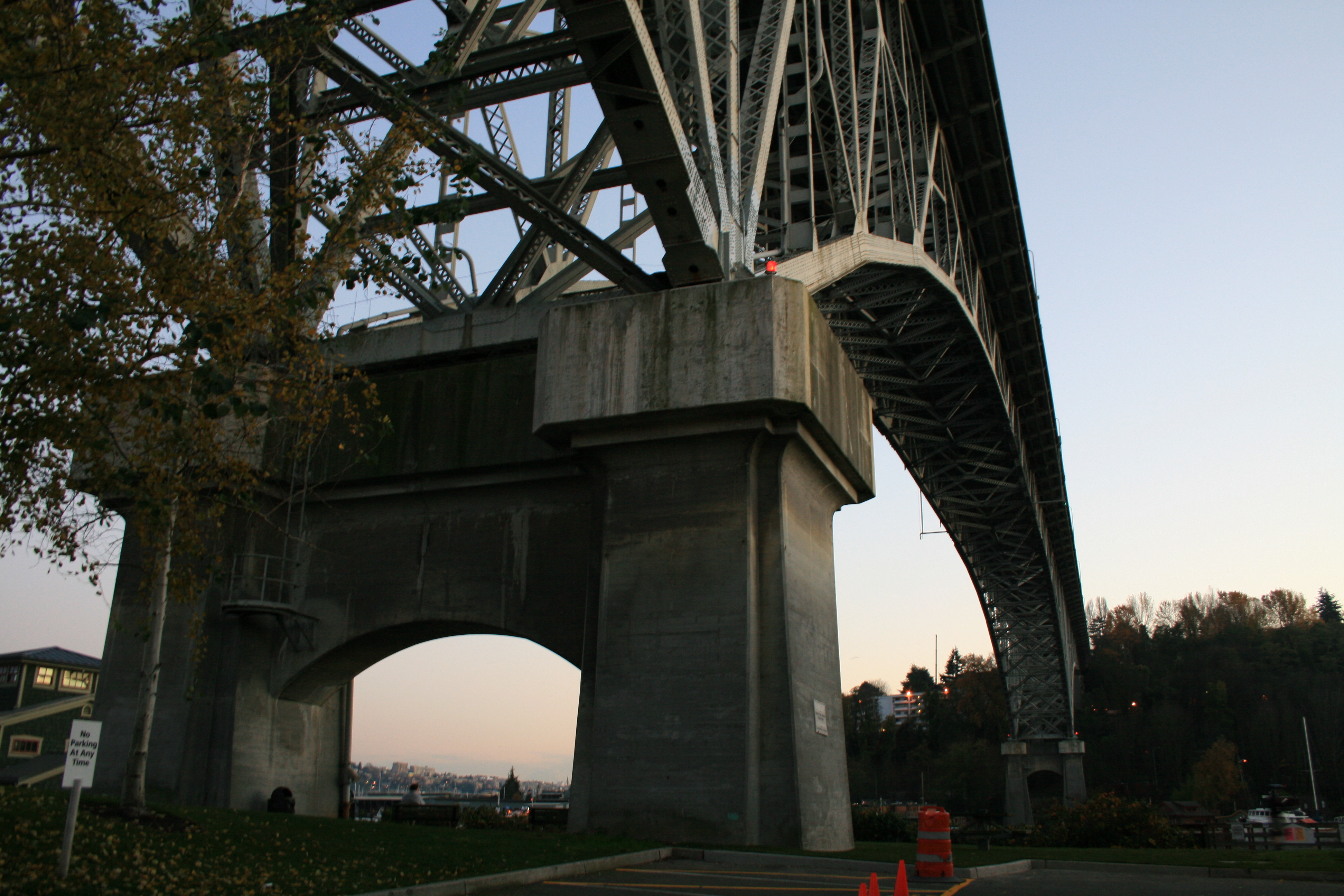
乔治·华盛顿纪念大桥北锚

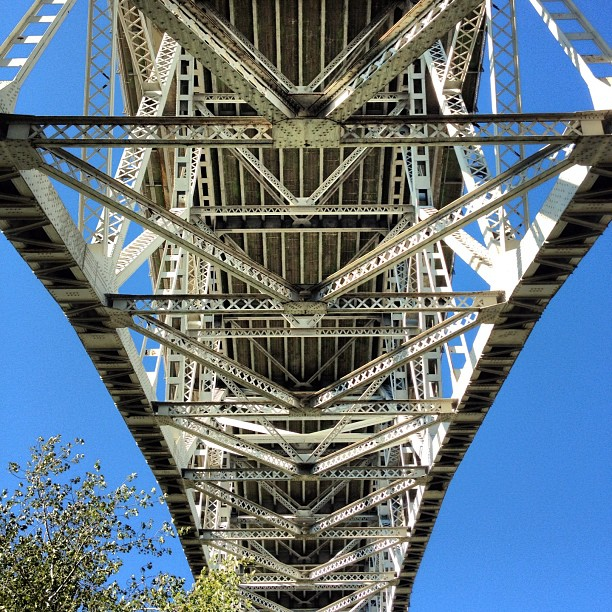
桥面下方的桁架

乔治·华盛顿纪念大桥總長898（2,946英尺），總寬21（69英尺），橋下淨空51（167英尺）高，並由華盛頓州交通部擁有及經營。大橋橋面由兩個“V”字形悬臂支持，每个悬臂长99（325英尺），並依靠華盛頓湖運河兩岸兩側的大型混凝土樁支撐，而該些混凝土樁起着主要支撐錨的作用。大橋南锚深層地基使用了828號木桩（828 timber piles），而北锚則使用了684號木桩（684 timber piles）。最深的樁柱被打入水底34（112英尺）至37（121英尺）深，而其余的樁柱也被打入水底15（49英尺）至17（56英尺）深，並一併承载大桥8000吨的負重。興建大橋時，工程人員需要一部专门為水下工作而设的打樁機工作。
一個46（151英尺）長的桁架被悬起，並連接连接在中间的两个悬臂夹。大桥主體跨度長145（476英尺）；两端还有额外的桁架以连接通往高速公路的悬臂橋體。

## 历史
大橋桥墩於1929年開始興建，而在1931年大橋橋體開始動工興建。在1932年2月22日（乔治·华盛顿的200歲冥誕），大橋被正式命名為“喬治·華盛頓紀念大橋”，並在同日通車。
連接加拿大與墨西哥的99号美国国道（时称“太平洋公路”）在大桥落成後正式完全通车。大桥跨越华盛顿湖运河聯合湖；而由於大橋有足夠的高度，大橋並未有被建成一座上開橋，而这與早期跨越运河的大橋不同。西雅图市议会在當時投票通过批准大橋穿越林地公园动物园，而該決定产生了較大的争议。
大橋由西雅图建筑公司“雅各布與奥伯”（Jacobs & Ober）建造，以拉尔夫·奥伯作为工程项目的領頭工程師。奥伯在1931年8月因為顱內出血而去世，而當時大桥仍在興建中。由於联邦政府當時並未提供资助計劃，所以大桥在奥伯去世後後是由华盛顿州州政府、金县县政府和西雅图市政府出資興建的。
大桥在1980年1月2日基於其“功能性與美觀”的設計與歷史性（首座建於沒有有軌電車軌道的地區的大橋），被提名列入國家史蹟名錄，並在1982年7月16日被正式收錄於名錄内。
西雅圖大型水泥雕塑費利蒙巨人是當地的地标，該雕塑刻畫出一个抓着现实生活中的一輛大众甲壳虫的洞穴巨人。1990年，該雕塑被安置於大桥北端。雕塑的創作費用約4萬美元，而其中多达一半是由西雅圖鄰里匹配基金（Seattle's Neighborhood Matching Fund；一个用作筹集资金以用於社区项目的基金）所捐赠。在雕塑安置在大桥的第一年，它受到严重破坏；政府其後在大橋上安装大型泛光灯，以阻止雕塑的进一步破壞。
在2007年8月1日，I-35W密西西比河大桥發生坍塌事故，华盛顿州运输部隨即指示檢查所有在州内使用節點板興建的钢悬臂桥（包括乔治·华盛顿纪念大桥）。大桥先前曾经過檢驗，而檢驗报告已經證實大橋在结构上未有严重缺陷。
在2007年，联邦公路管理局國家橋梁資料庫发现大桥“在功能上已經过时”。大桥適應度評級为55.2％，而大桥的状態被判断为“比原址保留所需的标准稍高”。其地基和栏杆達到可接受标准，故而並未有即時需要采取改善措施。
乔治·华盛顿纪念大桥在2011年至2012年間进行了大规模的防地震改装，造价570万美元。在2019年10月的例行檢查中，華盛頓州交通部的結構工程師確定橋樑南行側的外部縱樑已腐蝕到在行車綫上形成可見凹陷的程度。南行行車綫的數目在當時臨時性地只開放兩條，以便進行花費500,000美元、為期7天（原訂10天）的緊急維修。

### 事故和事件

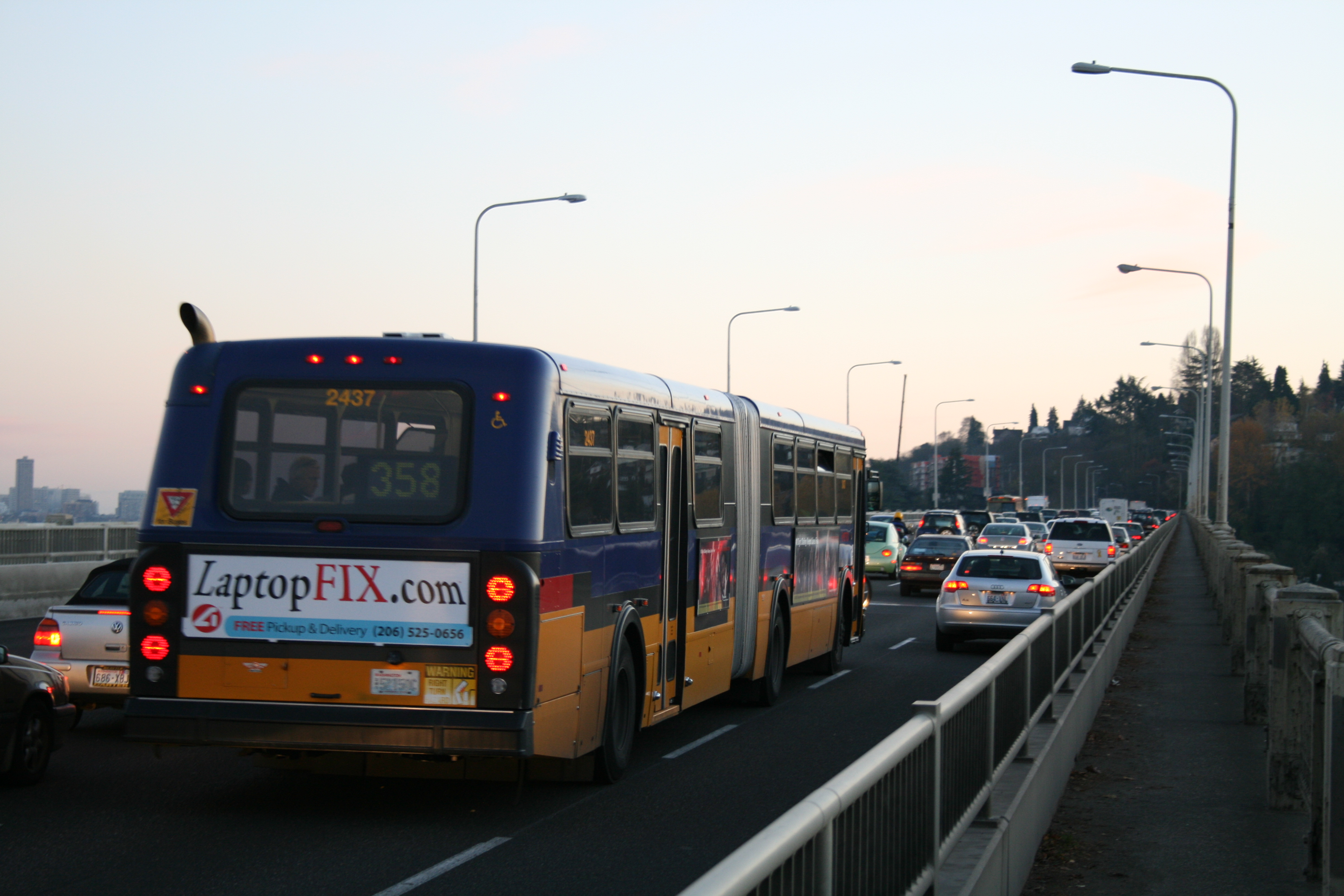
一輛正在南行通過大橋的金县捷運358路铰接客车

1998年11月27日，金縣公車捷運359路線司機馬克·麥克勞林在駕駛铰接客车通過大橋時，被一名稱作塞拉斯·酷的乘客枪杀。酷然後在巴士横跨兩條車道，並從大橋東側翻側到下方的公寓大樓時开枪自杀。在事故中，一名名为赫尔曼·利贝尔特的乘客因嚴重受傷而死。
1998年12月8日，麦克劳林的喪禮於西雅图鑰匙球場举行。很多政府官员，以及超过100名公車捷運司機参與了喪禮。在喪禮當日，有超过80輛公共汽車和麵包車参与了游行。公車捷運公司其後在1999年2月停用了路线號碼359，以路线號碼358替代，而此改动属於极光大道公車捷運交通服務重組的一部分。2014年2月15日，公車捷運358路線停運，並由特快快速巴士E線（；前稱公車捷運358X路線）取代。
根据华盛顿州交通部的估计，修理大桥的费用超过1.8萬美元。事故受害者对金县县政府的醫療索償总额達到230万美元。
在2015年9月24日，一辆两栖鸭子之旅旅游巴士在大橋上撞向一辆公共汽車，導致5人死亡、50人受傷；事故同時涉及两辆小型车辆。中国领事馆的一名领事表示，事故中牽涉的所有学生都是外国出生的；他們都是北西雅图学院的學生，而他们正在前往塞費柯球場以參與新生簡介会。一名证人报告说：該鴨子之旅旅游巴士在穿越大橋中心线以後突然转向对面的公共汽車。一些人士把事故归咎于大橋只有57英尺（17）的橋寬，以及缺乏用来分隔两个方向的车流的護欄。虽然有早期报告指出鸭子之旅旅游巴士的前軸故障也可能是意外發生的一个主因，但是社會上仍然有聲音要求減少行車綫數量以擴寬行車綫。

## 自杀

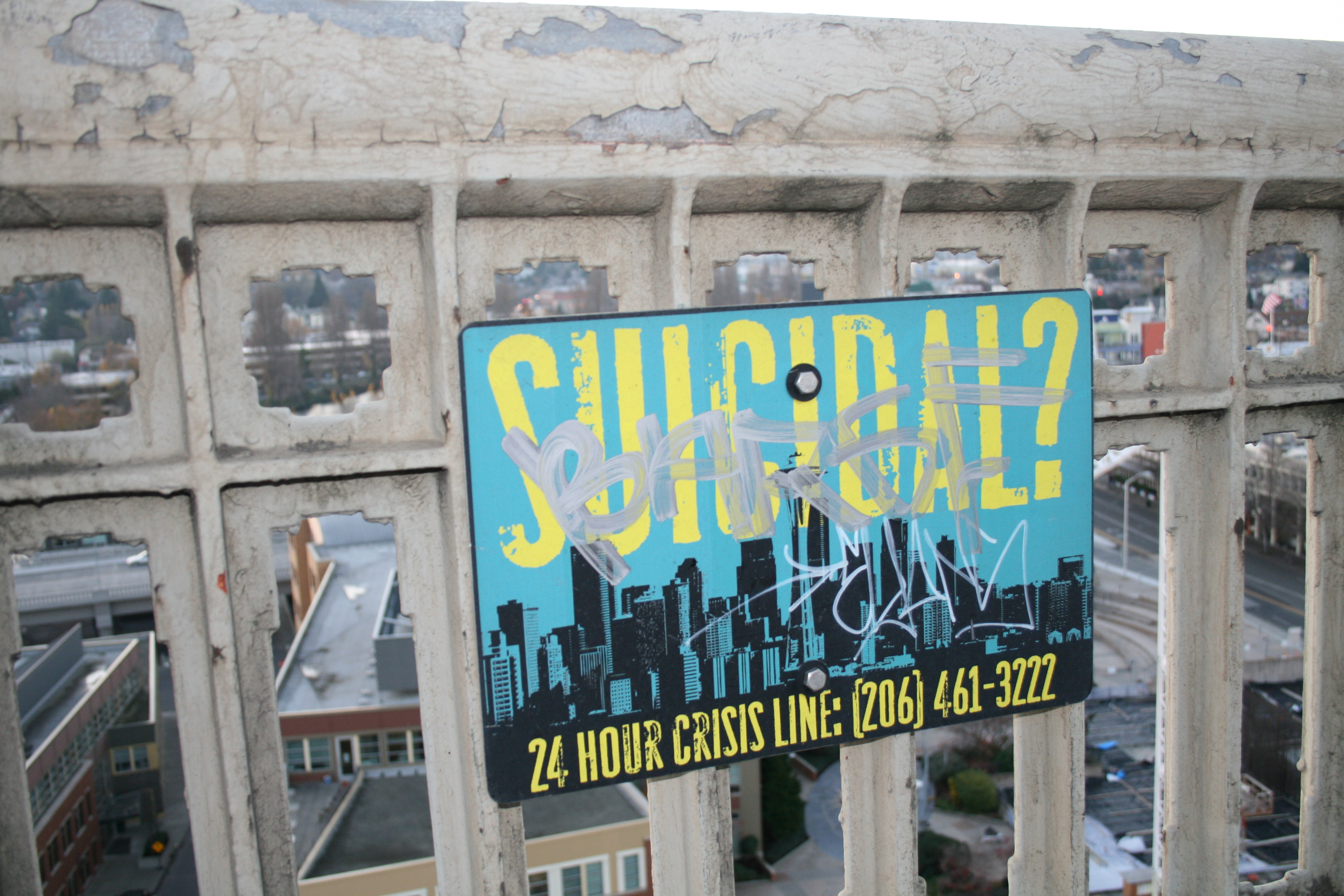
喬治·華盛頓紀念大橋上的防止自杀热线电话标誌

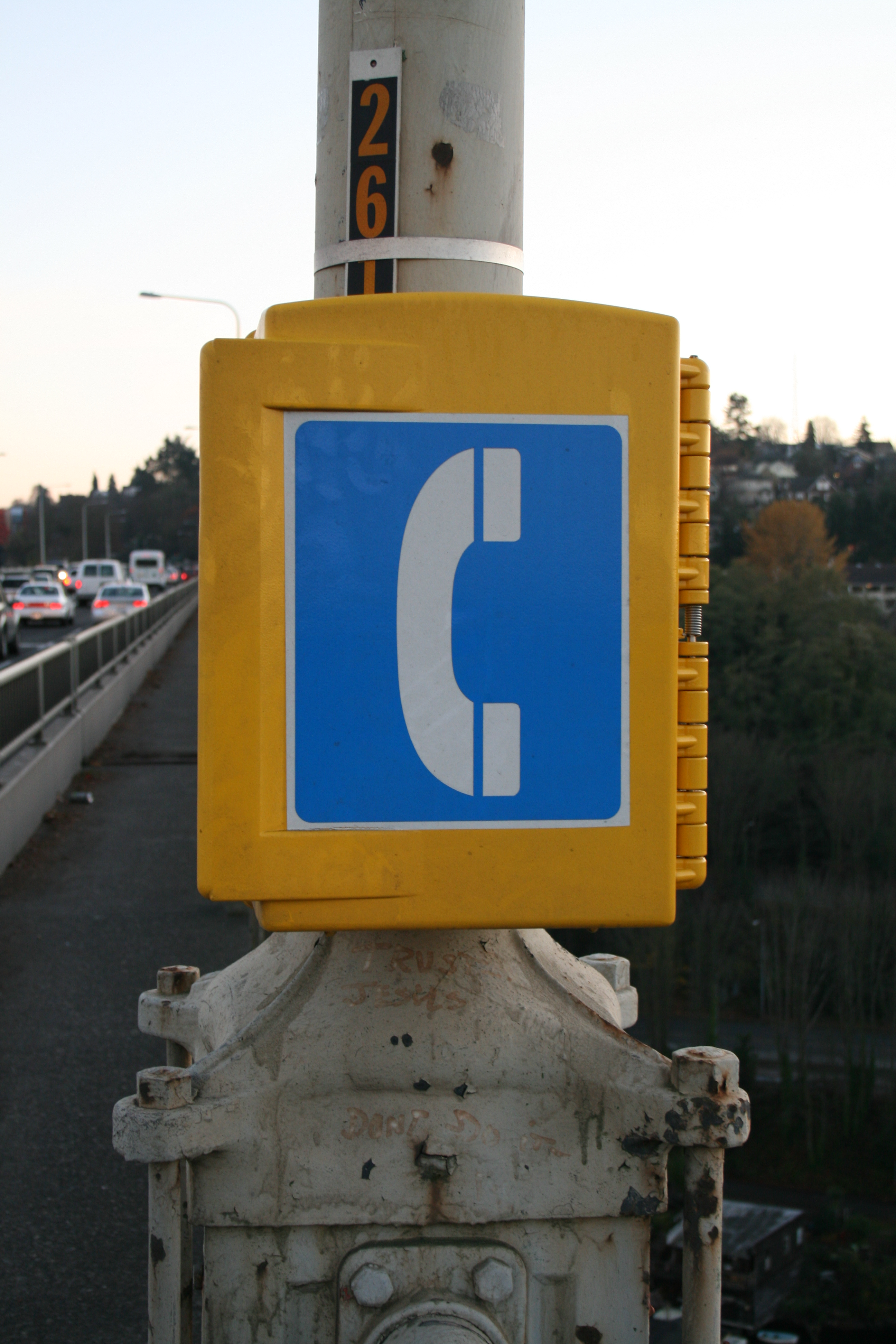
安装在大桥上的六台紧急电话之一

由於大橋足夠地高，而且大橋允許行人通行，因此成為了西雅圖其中一個自殺熱點。大橋甫開始興建時，已经有超过230宗自杀案發生；而在1995年至2005年的10年間，已有近50人在大橋上自殺。
大桥也成为很多報告的研究对象，而多數報告的研究範圍由從預防自殺至悲劇受害者接受院前護理的影響。
在大橋跳橋自殺者有一定機會倖存，但通常也会身負重傷。
新闻消息来源已经将喬治·華盛頓紀念大橋称为「自杀桥」。在2006年，大桥上安装了6台紧急电话和18个防止自殺标志，以呼籲人们在遇上困難時寻求協助，而不是跳桥自杀。同年下半年，一些居於大桥附近的社区活躍分子和政治人物创立了「費利蒙個體與僱員非牟利減少自殺組織」（Fremont Individuals and Employees Nonprofit to Decrease Suicides，意即「朋友」）；该组织主要呼籲在大桥上安装防止自殺圍欄。
在2007年，時任华盛顿州州长克莉丝汀·格雷瓜尔預留了140万美元预算以建设一个8英尺高的防止自杀围栏，希望將在大橋上跳橋自杀的人数減少。围栏在2010年春季开始興建，并在2011年2月完工，工程費用總值480万美元。

## 外部連結
- 費利蒙個體與僱員非牟利減少自殺組織官方網站（页面存档备份，存于）